# Кокельшойер (ледовая арена)
Ледовая арена Кокельшойер (люкс. Äispisten op der Kockelscheier, фр. Patinoire de Kockelscheuer) — крытая ледовая арена на юге столицы Люксембурга, недалеко от посёлка Кокельшойер. Спортивный объект является домашней ареной для команд «Торнадо» Люксембург, «Локомотив» Люксембург.

## Описание
Ледовая арена представляет собой спортивный объект с тремя катками: один для широкой публики, второй со стандартными размерами 30*60 предназначен для хоккейных команд и соревнования по фигурному катанию.
Ещё одна площадка 40×10 предназначена для кёрлинга.
Объект был открыт в 1968 году. В 1990 и 2005 годах в зале проводился ремонт. В 2003 году было принято решение построить, рядом с существующим залом ещё один.

## Спортивные мероприятия
- Открытый чемпионат Люксембурга по теннису — ежегодный турнир, проводится с 1996 года.
- Группа D чемпионата Европы по хоккею с шайбой среди юниорских команд 1998
- Третий дивизион чемпионата мира по хоккею с шайбой 2008
- Группа А третьего дивизиона чемпионата мира по хоккею с шайбой 2010 года
- Третий дивизион чемпионата мира по хоккею с шайбой 2014
- Группа N квалификационного олимпийского турнира по хоккею с шайбой 2022 года (мужчины)
- Группа А третьего дивизиона чемпионата мира по хоккею с шайбой 2022 года